# Haruki Nakamura
Haruki Robert Nakamura (18 de abril de 1986 en Elyria, Ohio) es un jugador de fútbol americano que ocupa la posición de Safety y que milita en las filas de los Carolina Panthers de la National Football League (NFL). Fue seleccionado por los Baltimore Ravens en la sexta ronda del Draft del 2008 de la NFL . Jugó fútbol americano colegial para la Universidad de Cincinnati.

## Infancia y juventud
Los padres de Nakamura, Karen y Ryozo, eran competidores internacionales de judo. Su madre era cinturón negro en quinto grado, y su difunto padre Ryozo era cinturón negro en octavo grado. Sus hermanos Mako y Yoshi fueron campeones cada uno en judo internacional. Yoshi era un dos veces campeón de lucha libre del estado de Ohio y también compitió en el equipo Trials Olímpico de USA. La hermana de Nakamura, Kimi, fue campeón nacional de judo.
Nakamura asistió a St. Edward High School, una escuela secundaria de niños católicos en el lado oeste de Cleveland. Jugó al fútbol, de receptor y de defensivo. En 2003, él fue fundamental en segundo puesto del equipo en la División de Ohio I "grandes escuelas" playoffs. Él ganó la selección al segundo equipo "All- Ohio "honores como un back defensivo en su último año. Se graduó en 2004.
Asistió a la Universidad de Cincinnati, donde se especializó en la Justicia Penal. Jugó fútbol americano colegial para los Bearcats, jugando de Free Safety y en equipos especiales. Él ganó Primer equipo del Big East.
El 26 de abril de 2008, fue seleccionado por los Ravens en la sexta ronda (206 en general) del Draft del 2008 de la NFL.

## Carrera profesional

### Baltimore Ravens
Haruki Nakamura fue seleccionado por los Baltimore Ravens de la NFL en el Draft del 2008 de la NFL. Nakamura tuvo 12 tackleadas en 16 juegos de la temporada 2008.
El 10 de enero de 2009, Nakamura registró una marca personal en 5 tackleadas los Baltimore Ravens ganaron 13-10 a Tennessee Titans.
El 16 de noviembre de 2009, Nakamura fue herido en la patada inicial de un Monday Night Football juego contra los Cleveland Browns en su ciudad natal de Cleveland. Sufrió una fractura en el tobillo derecho de intentar hacer una tackleada en los equipos especiales. Dos días más tarde, fue colocado en la lista de lesionados, poniendo fin a su temporada.
En la pretemporada 2010 Nakamura mostró los signos de tener una gran temporada como se evidencia en la semana 3 de la pretemporada contra los New York Giants. Nakamura no solo logró una interceptación que el entrenador John Harbaugh lo describe como "tan bueno como una obra de teatro que alguna vez vamos a ver", "yo no sé cómo atrapo la pelota. No es más que un atleta tremendo. Es un jugador de fútbol, de cabo a rabo". Nakamura también capturó al quarterback de los Giants para una pérdida en ese mismo juego. También regresó una patada en contra del los Washington Redskins. Nakamura tuvo 24 tackleadas en 2010, después de solo conseguir solo 4 antes de la lesión en el 2009.
En una semana 4 juegos contra los St. Louis Rams en 2011, Nakamura fue lastimado y se perdió un mes.

### Carolina Panthers
Nakamura firmó con los Panthers el 16 de marzo de 2012. El 9 de noviembre, Nakamura fue multado con $ 21.000 por golpear a un jugador indefenso en el cuello contra los Washington Redskins en la Semana 9.

## Vida personal
El 25 de junio de 2011 se casó con Jamie Pentaudi en Ocean City, MD.